# Ronald Hendriks
Ronald Hendriks (Epe, 16 oktober 1950) is een Nederlands voormalig voetballer die onder contract stond bij PEC Zwolle, SC NEC, KSV Waregem, Roda JC en De Graafschap. Hij speelde als aanvaller.
Hendriks kwam pas op z'n vijfentwintigste in het betaald voetbal bij Zwolle nadat hij jaren voor de amateurs van SV Epe gespeeld had. Na het voetbal was hij werkzaam als slager.

## Statistieken
| Seizoen | Club          | Land      | Competitie     | Wed. | Goals |
| ------- | ------------- | --------- | -------------- | ---- | ----- |
| 1976/77 | PEC Zwolle    | Nederland | Eerste divisie | 34   | 13    |
| 1977/78 | SC NEC        | Nederland | Eredivisie     | 30   | 10    |
| 1978/79 | SC NEC        | Nederland | Eredivisie     | 30   | 10    |
| 1979/80 | SC NEC        | Nederland | Eredivisie     | 1    | 1     |
| 1979/80 | KSV Waregem   | België    | Eerste klasse  | 30   | 5     |
| 1980/81 | Roda JC       | Nederland | Eredivisie     | 27   | 5     |
| 1981/82 | Roda JC       | Nederland | Eredivisie     | 22   | 1     |
| 1982/83 | De Graafschap | Nederland | Eerste divisie | 23   | 5     |
| Totaal  | Totaal        | Totaal    | Totaal         | 193  | 41    |